# Максимальний брейк
Максима́льний бре́йк (англ. maximum break) — максимально можлива серія у снукері без використання вільної кулі.
Щоб зробити максимальний брейк, гравець повинен забити всі червоні кулі, при цьому після кожної червоної потрібно забити чорну, а потім, після таким чином забитих всіх червоних — кольорові кулі відповідно до правил. У цьому випадку гравець набере 147 очок. 

Щоб уникнути різночитань, у регламенті будь-якого професійного турніру записано, що слід розуміти під цим терміном — це по черзі забиті 15 червоних і чорних куль, після яких слід забити жовту, зелену, коричневу, синю, рожеву і чорну кулі. Будь-яка інша комбінація забитих куль, яка дає в сумі ті ж 147 очок (наприклад, гравець може почати з вільної кулі і таким чином «компенсувати» втрачені очки) максимальним брейком вважатися не буде.
Максимальний брейк — показник високого професійного рівня гри. Виконання максимуму є подією на турнірі та сезоні. На кожному турнірі передбачено грошовий приз для гравця, який виконав максимальний брейк. Наприклад, на чемпіонаті світу цей приз досягав 147 тисяч фунтів стерлінгів (по одній тисячі за кожне очко).
За всю історію офіційних змагань (за деякими винятками) тільки 51 гравець зміг зробити один або більше максимальних брейків, що доводить високу складність його виконання.

## Список офіційно зареєстрованих максимальних брейків
Світло-зеленим виділено матчі, які транслювалися у прямому ефірі
| Номер | Дата              | Гравець                | Суперник                | Турнір                                         | Відео                                         |
| ----- | ----------------- | ---------------------- | ----------------------- | ---------------------------------------------- | --------------------------------------------- |
| --    | 22 січня 1955     | Джо Девіс              | Віллі Сміт              | Виставковий матч                               |                                               |
| --    | 22 грудня 1965    | Рекс Вільямс           | Менні Франсіско         | Виставковий матч                               |                                               |
| 1     | 11 січня 1982     | Стів Девіс             | Джон Спенсер            | Лада Классік                                   |                                               |
| 2     | 23 квітня 1983    | Кліфф Торбурн          | Террі Гріффітс          | Чемпіонат світу (1/8 фіналу)                   |                                               |
| 3     | 28 січня 1984     | Кірк Стівенс           | Джиммі Вайт             | Мастерс (1/2 фіналу)                           |                                               |
| --    | 18 березня 1986   | Сем Гейл               | Артур Макві             | Виставковий матч                               |                                               |
| 4     | 17 листопада 1987 | Віллі Торн             | Томмі Мерфі             | Чемпіонат Великої Британії (1/16 фіналу)       |                                               |
| 5     | 20 лютого 1988    | Тоні Мео               | Стівен Хендрі           | Прем'єр-ліга                                   |                                               |
| 6     | 24 вересня 1988   | Ален Робіду            | Джим Мідоукрофт         | Відкритий чемпіонат Європи (кваліфікація)      |                                               |
| 7     | 18 лютого 1989    | Джон Рі                | Ян Блек                 | Чемпіонат Шотландії (1/4 фіналу)               |                                               |
| 8     | 8 березня 1989    | Кліфф Торбурн          | Джиммі Вайт             | Прем'єр-ліга                                   |                                               |
| 9     | 16 січня 1991     | Джеймс Ваттана         | Пол Докінс              | World Masters (1 раунд)                        |                                               |
| 10    | червень 1991      | Пітер Ебдон            | Вейн Мартін             | Strachan Open (кваліфікація)                   |                                               |
| 11    | лютий 1992        | Джеймс Ваттана         | Тоні Драго              | Відкритий чемпіонат Британії (1/8 фіналу)      |                                               |
| 12    | 22 квітня 1992    | Джиммі Вайт            | Тоні Драго              | Чемпіонат світу (1/16 фіналу)                  |                                               |
| 13    | 9 травня 1992     | Джон Перрот            | Тоні Мео                | Прем'єр-ліга                                   |                                               |
| 14    | 24 травня 1992    | Стівен Хендрі          | Віллі Торн              | Прем'єр-ліга                                   |                                               |
| 15    | листопад 1992     | Пітер Ебдон            | Кен Догерті             | Чемпіонат Великої Британії (кваліфікація)      |                                               |
| 16    | вересень 1994     | Девід Макдоннелл       | Нік Берроу              | Відкритий чемпіонат Британії (кваліфікація)    |                                               |
| 17    | 27 квітня 1995    | Стівен Хендрі          | Джиммі Вайт             | Чемпіонат світу (1/2 фіналу)                   |                                               |
| 18    | 25 листопада 1995 | Стівен Хендрі          | Гері Вілкінсон          | Чемпіонат Великої Британії (1/8 фіналу)        |                                               |
| 19    | 5 січня 1997      | Стівен Хендрі          | Ронні О'Салліван        | Челлендж Милосердя (фінал)                     |                                               |
| 20    | 21 квітня 1997    | Ронні О'Салліван       | Мік Прайс               | Чемпіонат світу (1/16 фіналу)                  |                                               |
| 21    | вересень 1997     | Джеймс Ваттана         | Пан Вейго               | China International (1/4 фіналу)               |                                               |
| 22    | 16 травня 1998    | Стівен Хендрі          | Кен Догерті             | Прем'єр-ліга                                   |                                               |
| 23    | 10 серпня 1998    | Едріан Ганнел          | Маріо Верманн           | Таїланд Мастерс (кваліфікація)                 |                                               |
| 24    | 13 серпня 1998    | Мехмет Хусну           | Едді Баркер             | China International (кваліфікація)             |                                               |
| 25    | 13 січня 1999     | Джейсон Прінс          | Ян Брамбі               | Відкритий чемпіонат Британії (кваліфікація)    |                                               |
| 26    | 29 січня 1999     | Ронні О'Салліван       | Джеймс Ваттана          | Відкритий чемпіонат Уельсу (1/4 фіналу)        |                                               |
| 27    | 4 лютого 1999     | Стюарт Бінгем          | Баррі Гокінс            | UK Tour Event                                  |                                               |
| 28    | 22 березня 1999   | Нік Дайсон             | Едріан Ганнел           | UK Tour Event                                  |                                               |
| 29    | 6 квітня 1999     | Грем Дотт              | Девід Ро                | Відкритий чемпіонат Британії (1/32 фіналу)     |                                               |
| 30    | 19 вересня 1999   | Стівен Хендрі          | Пітер Ебдон             | Відкритий чемпіонат Британії (фінал)           |                                               |
| 31    | 21 вересня 1999   | Баррі Пінчес           | Джо Джонсон             | Відкритий чемпіонат Уельсу (кваліфікація)      |                                               |
| 32    | 13 жовтня 1999    | Ронні О'Салліван       | Грем Дотт               | Гран-прі (1/16 фіналу)                         |                                               |
| 33    | 4 листопада 1999  | Карл Берроуз           | Едріан Роса             | Benson & Hedges Championship                   |                                               |
| 34    | 22 листопада 1999 | Стівен Хендрі          | Пол Вайкс               | Чемпіонат Великої Британії (1/8 фіналу)        |                                               |
| 35    | 21 січня 2000     | Джон Хіггінс           | Денніс Тейлор           | Кубок націй                                    |                                               |
| 36    | 24 березня 2000   | Джон Хіггінс           | Джиммі Вайт             | Мастерс Ірландії (1 раунд)                     |                                               |
| 37    | 24 березня 2000   | Стівен Магвайр         | Файтун Фонбан           | Відкритий чемпіонат Шотландії (кваліфікація)   |                                               |
| 38    | 5 квітня 2000     | Ронні О'Салліван       | Квінтен Ханн            | Відкритий чемпіонат Шотландії (1/16 фіналу)    |                                               |
| 39    | 25 жовтня 2000    | Марко Фу               | Кен Догерті             | Мастерс Шотландії (1 раунд)                    |                                               |
| 40    | 7 листопада 2000  | Девід Маклеллан        | Стів Мікін              | Benson & Hedges Championship                   |                                               |
| 41    | 19 листопада 2000 | Нік Дайсон             | Роберт Мілкінс          | Чемпіонат Великої Британії (кваліфікація)      |                                               |
| 42    | 25 лютого 2001    | Стівен Хендрі          | Марк Вільямс            | Гран-прі Мальти (фінал)                        |                                               |
| 43    | 17 жовтня 2001    | Ронні О'Салліван       | Дрю Генрі               | Кубок LG (1/8 фіналу)                          |                                               |
| 44    | 12 листопада 2001 | Шон Мерфі              | Едріан Роса             | Benson & Hedges Championship                   |                                               |
| 45    | 28 жовтня 2002    | Тоні Драго             | Стюарт Бінгем           | Benson & Hedges Championship                   |                                               |
| 46    | 22 квітня 2003    | Ронні О'Салліван       | Марко Фу                | Чемпіонат світу (1/16 фіналу)                  |                                               |
| 47    | 12 жовтня 2003    | Джон Хіггінс           | Марк Вільямс            | Кубок LG (фінал)                               |                                               |
| 48    | 12 листопада 2003 | Джон Хіггінс           | Майкл Джадж             | Відкритий чемпіонат Британії (1/16 фіналу)     |                                               |
| 49    | 4 жовтня 2004     | Джон Хіггінс           | Ріккі Волден            | Гран-прі (1/32 фіналу)                         |                                               |
| 50    | 17 листопада 2004 | Девід Грей             | Марк Селбі              | Чемпіонат Великої Британії (1/16 фіналу)       |                                               |
| 51    | 20 квітня 2005    | Марк Вільямс           | Роберт Мілкінс          | Чемпіонат світу (1/16 фіналу)                  |                                               |
| 52    | 22 листопада 2005 | Стюарт Бінгем          | Маркус Кемпбелл         | Мастерс (кваліфікація)                         |                                               |
| 53    | 14 березня 2006   | Роберт Мілкінс         | Марк Селбі              | Чемпіонат світу (кваліфікація)                 |                                               |
| 54    | 23 жовтня 2006    | Джеймі Коуп            | Майкл Холт              | Гран-прі (груповий етап)                       |                                               |
| 55    | 14 січня 2007     | Дін Цзюньхуей          | Ентоні Гамільтон        | Мастерс (вайлд-кард раунд)                     |                                               |
| 56    | 16 лютого 2007    | Ендрю Хіггінсон        | Аллістер Картер         | Відкритий чемпіонат Уельсу (1/4 фіналу)        |                                               |
| --    | 10 березня 2007   | Ронні О'Салліван       | Джо Свейл               | Мастерс Ірландії                               |                                               |
| 57    | 19 вересня 2007   | Джеймі Бернетт         | Лю Сун                  | Гран-прі (кваліфікація)                        |                                               |
| 58    | 14 жовтня 2007    | Том Форд               | Стів Девіс              | Гран-прі (груповий етап)                       |                                               |
| 59    | 8 листопада 2007  | Ронні О'Салліван       | Аллістер Картер         | Трофей Північної Ірландії (1/8 фіналу)         |                                               |
| 60    | 15 грудня 2007    | Ронні О'Салліван       | Марк Селбі              | Чемпіонат Великої Британії (1/2 фіналу)        |                                               |
| 61    | 29 березня 2008   | Стівен Магвайр         | Раян Дей                | Відкритий чемпіонат Китаю (1/2 фіналу)         |                                               |
| 62    | 28 квітня 2008    | Ронні О'Салліван       | Марк Вільямс            | Чемпіонат світу (1/8 фіналу)                   |                                               |
| 63    | 29 квітня 2008    | Аллістер Картер        | Пітер Ебдон             | Чемпіонат світу (1/4 фіналу)                   |                                               |
| 64    | 2 жовтня 2008     | Джеймі Коуп            | Марк Вільямс            | Шанхай Мастерс (1/8 фіналу)                    |                                               |
| 65    | 29 жовтня 2008    | Лянь Веньбо            | Мартін Гулд             | Чемпіонат Бахрейну (кваліфікація)              |                                               |
| 66    | 8 листопада 2008  | Маркус Кемпбелл        | Ахмед Башир Аль-Хушаїбі | Чемпіонат Бахрейну (1/16 фіналу)               |                                               |
| 67    | 16 грудня 2008    | Дін Цзюньхуей          | Джон Хіггінс            | Чемпіонат Великої Британії (1/8 фіналу)        |                                               |
| 68    | 28 квітня 2009    | Стівен Хендрі          | Шон Мерфі               | Чемпіонат світу (1/4 фіналу)                   |                                               |
| 69    | 5 червня 2009     | Марк Селбі             | Джо Перрі               | Jiangsu Classic (груповий етап)                |                                               |
| 70    | 1 квітня 2010     | Ніл Робертсон          | Пітер Ебдон             | Відкритий чемпіонат Китаю (1/8 фіналу)         |                                               |
| 71    | 25 червня 2010    | Курт Мафлін            | Міхал Зелінські         | РТС-1 (1/64 фіналу)                            |                                               |
| 72    | 6 серпня 2010     | Баррі Гокінс           | Джеймс Макгурен         | РТС-3 (1/16 фіналу)                            |                                               |
| 73    | 20 вересня 2010   | Ронні О'Салліван       | Марк Кінг               | World Open (1/32 фіналу)                       |                                               |
| 74    | 22 жовтня 2010    | Танават Тірапонгпаїбун | Баррі Гокінс            | ЕРТС-3 (1/16 фіналу)                           |                                               |
| 75    | 23 жовтня 2010    | Марк Вільямс           | Діана Шулер             | ЕРТС-3 (1/64 фіналу)                           |                                               |
| 76    | 19 листопада 2010 | Рорі Маклауд           | Іссара Качайвон         | ЕРТС-6 (1/16 фіналу)                           |                                               |
| 77    | 17 лютого 2011    | Стівен Хендрі          | Стівен Магвайр          | Відкритий чемпіонат Уельсу (1/8 фіналу)        |                                               |
| 78    | 26 серпня 2011    | Ронні О'Салліван       | Адам Даффі              | РТС-4 (1/16 фіналу)                            |                                               |
| 79    | 22 листопада 2011 | Майк Данн              | Курт Мафлін             | German Masters (кваліфікація)                  |                                               |
| 80    | 27 листопада 2011 | Девід Грей             | Роббі Вільямс           | РТС-10 (кваліфікація)                          |                                               |
| 81    | 29 листопада 2011 | Ріккі Волден           | Гарет Аллен             | РТС-10 (3 раунд)                               |                                               |
| 82    | 15 грудня 2011    | Меттью Стівенс         | Майкл Веслі             | РТС-12 (1/64 фіналу)                           |                                               |
| 83    | 15 грудня 2011    | Дін Цзюньхуей          | Брендон Вінстон         | РТС-12 (1/32 фіналу)                           |                                               |
| 84    | 17 грудня 2011    | Дін Цзюньхуей          | Джеймс Кехілл           | РТС-11 (1/64 фіналу)                           |                                               |
| 85    | 18 грудня 2011    | Джеймі Коуп            | Курт Мафлін             | РТС-11 (1/16 фіналу)                           |                                               |
| 86    | 14 січня 2012     | Марко Фу               | Меттью Селт             | World Open (кваліфікація)                      |                                               |
| 87    | 11 квітня 2012    | Роберт Мілкінс         | Сяо Годун               | Чемпіонат світу (кваліфікація)                 |                                               |
| 88    | 21 квітня 2012    | Стівен Хендрі          | Стюарт Бінгем           | Чемпіонат світу (1/16 фіналу)                  |                                               |
| 89    | 1 липня 2012      | Стюарт Бінгем          | Ріккі Волден            | Wuxi classic (фінал)                           | [Архівовано 23 липня 2013 у Wayback Machine.] |
| 90    | 24 серпня 2012    | Кен Догерті            | Julian Treiber          | EPTC-1 (1/64 фіналу)                           |                                               |
| 91    | 23 вересня 2012   | Джон Хіггінс           | Джадд Трамп             | Шанхай Мастерс 2012 (снукер)                   | [ video 1 ]                                   |
| 92    | 16 листопада 2012 | Том Форд               | Меттью Стівенс          | Bulgarian Open                                 | [ video 2 ]                                   |
| 93    | 21 листопада 2012 | Енді Гікс              | Деніел Велш             | Чемпіонат Великої Британії зі снукеру 2012 (Q) |                                               |
| 94    | 22 листопада 2012 | Джек Лісовські         | Chen Zhe                | Чемпіонат Великої Британії зі снукеру 2012 (Q) |                                               |
| 95    | 5 грудня 2012     | Джон Хіггінс           | Джадд Трамп             | Чемпіонат Великої Британії зі снукеру 2012 1/8 | [ video 3 ]                                   |
| 96    | 14 грудня 2012    | Курт Мафлін            | Стюарт Керрінгтон       | Scottish Open                                  |                                               |
| 97    | 16 березня 2013   | Дін Цзюньхуей          | Марк Аллен              | РТС-Finals (1/4 фіналу)                        | [ video 4 ]                                   |

## Відео
1. ↑  John Higgins, Shanghai Masters, 2012 на YouTube
2. ↑  Tom Ford, Bulgarian Open, 2012 на YouTube
3. ↑  John Higgins, UK Championship, 2012 на YouTube
4. ↑  Ding Junhui, PTC Finals, 2013 на YouTube